# Rio Caris
O Rio Caris é um rio sul-americano que banha a Venezuela.